# Hegemonia regional
A hegemonia regional é um conceito nas Relações Internacionais que se refere a influência exercida sobre os países vizinhos por uma nação independentemente poderosa, que pode ser referida como uma hegemonia regional. A relação entre as hegemonias regionais e outros Estados dentro de suas esferas de influência é análoga em relação à uma hegemonia global e os demais Estados no sistema internacional.
O estudioso proeminente de relações internacionais, John Mearsheimer escreve extensivamente sobre a busca de hegemonias regionais em seu livro, The Tragedy of Great Power Politics (A Tragédia das Políticas das Grandes Potências). Segundo a sua teoria, conhecida como realismo ofensivo, a natureza anárquica do sistema internacional, o desejo de sobrevivência e a incapacidade para ter certeza das intenções de outros Estados em última análise, podem levá-los em busca de uma hegemonia regional. De acordo com Mearsheimer, a hegemonia global é uma meta inatingível, em vez disso, um Estado que tem atingido o nível de hegemonia regional, pode desenvolver esforços para impedir o desenvolvimento de competidores em outras regiões.

## Exemplos contemporâneos
Os exemplos atuais listados abaixo são muitas vezes politicamente sensíveis ou discutíveis. Muitas vezes, análises de hegemonias regionais são baseadas em um contexto específico ou perspectiva que torna a sua identificação subjetiva.
- China e Japão na Ásia Oriental.
- Os Estados Unidos nas Américas.[1]
- O Brasil[2][3][4][5] e México[6][7] na América Latina.
- Egito e Arábia Saudita no Mundo Arábe.
- Etiópia, Uganda e Quênia no Chifre da África e África Oriental.[8]
- Índia[9]  e Paquistão[10] no Sul da Ásia.
- Indonésia e Vietnã no Sudeste Asiático.
- Nigéria na África Ocidental.
- África do Sul na África Austral.[11]
- Arábia Saudita, Israel e Irã no Sudoeste Asiático.[1][12]
- Turquia nas regiões que antes eram controladas pelo Império Otomano, como Oriente Médio, Balcãs, Ásia Central e Sudoeste Asiático, inclusive com uma influência limitada na Europa.
- Rússia nas áreas que não fazem parte da União Europeia e nos ex-satélites da União Soviética.
- França, Alemanha, Reino Unido, Itália e uma expansão da Polônia e Espanha na União Europeia.
- Argélia e Marrocos no Magrebe.
- Austrália e Nova Zelândia na Oceania.